# Піфей
Піфей або Пітей (Пітеас, грец. Πυθέας, лат. Pytheas) (близько 380 — близько 310 до н. е.) — давньогрецький мореплавець, купець, астроном, математик і географ, дослідник із грецької колонії Массалії (сучасне місто Марсель, Франція).

## Біографічні відомості
Між 330 і 320 роками до н. е. Піфей здійснив мандрівку вздовж узбережжя Північної Європи. Вважається, що він відкрив півострів Бретань, острови Ірландія та Велика Британія, обігнув Велику Британію, відкрив Ірландське та Північне моря, дослідив острів Зеландію і частково Скандинавський півострів. Зворотний шлях Піфей здійснив або морем, або суходолом (річками Рейн і Рона). Не тільки це лишається нез'ясованим з його мандрівки Північною Європою: вчені і досі сперечаються щодо описаної Піфеєм крижаної країни Туле, висуваючи різноманітні версії, що це була за країна, — від Гренландії, Ісландії до Фарерських островів; також неясно, чи досяг Піфей узбережжя Балтики, але ймовірно досяг острова Гельголанд, що славився своїм бурштином.
Поза сумнівом до заслуг Піфея слід віднести те, що він першим у історії описав полярний день, полярне сяйво та морську кригу (море на півночі застигає і ніби вкривається слизькими медузами). Піфей також першим встановив зв'язок між небесним рухом Місяця та явищем морських припливів і відпливів (на півночі море «дихає» кожні 6 годин, підкоряючись фазам Місяця), бо припливи і відпливи не спостерігаються так явно в Середземному морі.
До того ж Піфей ретельно описав і дав назви германським племенам, кельтам і, як гадають вчені, саамам (у Піфея названі фенніями). Саме завдяки Піфею Британія відтоді стала загально вживаною назвою острова.
Твір Піфея «Про Океан» популяризував Тімей, його цінували Ератосфен та Гіппарх, але Полібій та Страбон з підозрою відносились до його відкриттів.
У галузі математичних досліджень Піфей вирахував нахил площини екліптики до площини небесного екватора.